# Ото-ан-Ож
Ото́-ан-Ож (фр. Hotot-en-Auge) — коммуна во Франции, находится в регионе Нижняя Нормандия. Департамент коммуны — Кальвадос. Входит в состав кантона Камбреме. Округ коммуны — Лизьё.
Код INSEE коммуны — 14335.

## Население
Население коммуны на 2010 год составляло 307 человек.
| 1962 | 1968 | 1975 | 1982 | 1990 | 1999 | 2010 |
| ---- | ---- | ---- | ---- | ---- | ---- | ---- |
| 315  | 345  | 275  | 264  | 300  | 281  | 307  |

## Экономика
В 2010 году среди 197 человек трудоспособного возраста (15—64 лет) 146 были экономически активными, 51 — неактивными (показатель активности — 74,1 %, в 1999 году было 63,5 %). Из 146 активных жителей работали 140 человек (79 мужчин и 61 женщина), безработных было 6 (3 мужчин и 3 женщины). Среди 51 неактивных 18 человек были учениками или студентами, 23 — пенсионерами, 10 были неактивными по другим причинам.